# Church on Sunday
«Church on Sunday» —en español: «Iglesia en domingo»— es un sencillo promocional de la banda estadounidense de rock Green Day perteneciente al álbum Warning. No fue lanzada como sencillo. Según en propias palabras de Billie Joe Armstrong, "Church on Sunday trata de las relaciones que tengo con mi esposa, tienes que comprometerte en todas las relaciones, si quieres trabajar siempre tienes que mirar hacia el futuro, tener un futuro delante de tus ojos y trabajar Sus relaciones, no importa si están con su pareja o con amigos, siempre habrá problemas, pero tienes que encontrar soluciones, o al menos tratar de encontrarlas".
Se le tocó relativamente poco, haciendo solamente aparición durante la gira de Warning entre los años 2000 y 2001.